# Andrij Judin
Andrij Wiktorowycz Judin, ukr. Андрій Вікторович Юдін, ros. Андрей Викторович Юдин, Andriej Wiktorowicz Judin (ur. 28 czerwca 1967 w Rosyjskiej FSRR) – ukraiński piłkarz pochodzenia rosyjskiego, grający na pozycji obrońcy, a wcześniej pomocnika, reprezentant Ukrainy, trener piłkarski. Posiada obywatelstwo rosyjskie.

## Kariera piłkarska

### Kariera klubowa
W 1985 debiutował w podstawowym składzie Kubania Krasnodar. W latach 1986–1987 odbywał służbę wojskową w SKA Rostów nad Donem, po czym powrócił do Kubania. W 1989 przeszedł do Dnipra Dniepropetrowsk, z którym zdobył wiele sukcesów. W 1993 wyjechał do Rosji, gdzie bronił barw Tekstilszczika Kamyszyn. Latem 1994 powrócił do Dnipra. W 1996 ponownie wyjechał do Rosji, gdzie został piłkarzem Fakiełu Woroneż. Potem wrócił do Ukrainy, gdzie występował w klubach Krywbas Krzywy Róg i Torpedo Zaporoże. W 2000 zaproszony do klubu, w którym rozpoczynał występy - Kubań. W 2002 zakończył karierę piłkarską.

### Kariera reprezentacyjna
26 sierpnia 1992 debiutował w drużynie narodowej Ukrainy w przegranym 1:2 meczu towarzyskim z Węgrami.

## Kariera trenerska
Po zakończeniu kariery zawodniczej pracował w sztabie szkoleniowym Kubania Krasnodar. Pomagał trenować pierwszą i rezerwową drużyny Kubania, a w latach 2005–2006 obejmował stanowisko głównego trenera FK Krasnodar-2000. Obecnie dalej kontynuuje pracę w klubie.

## Sukcesy i odznaczenia

### Sukcesy klubowe
- ćwierćfinalista Pucharu Europy Mistrzów Krajowych: 1989/90
- wicemistrz ZSRR: 1989
- zdobywca Pucharu ZSRR: 1989
- zdobywca Pucharu Federacji ZSRR: 1989
- finalista Pucharu Federacji ZSRR: 1990
- wicemistrz Ukrainy: 1993
- brązowy medalista Mistrzostw Ukrainy: 1992, 1995, 1996

### Sukcesy indywidualne
- wybrany do listy 33 najlepszych piłkarzy sezonu ZSRR: 
  - Nr 3: 1990

### Odznaczenia
- tytuł Mistrza Sportu ZSRR: 1989